# Уайтстон-Логгинг-Камп
Уайтстон-Логгинг-Камп (англ. Whitestone Logging Camp) — статистически обособленная местность на острове Чичагова в зоне переписи населения Хуна-Ангун штата Аляска, США. По данным переписи 2010 года, население населённого пункта составило 17 человек.

## География
Уайтстон-Логгинг-Камп расположен в северной части острова Чичагова и чуть южнее города Хуна. К юго-западу от статистически обособленной местности находится другая статистически обособленная местность — Гейм-Крик.
По данным Бюро переписи населения США, общая площадь населённого пункта 28 км2, водной поверхности нет.

## Демография
По данным переписи 2000 года, в городе было 116 человек, 36 домашних хозяйств и 28 семей, постоянно проживающих в статистически обособленной местности. Плотность населения — 4,3 человек/км2. В общей сложности было зарегистрировано 45 жилых домов.
Всего в статистически обособленной местности проживало 28 семей из которых 52,8 % имели детей в возрасте до 18 лет, проживающих с ними, 63,9 % — супружеские пары, проживающие вместе,  22,2 % семей не имели. Средний размер семьи в статистически обособленной местности составил 3,57 человек.
33,6 % населения — младше 18 лет, 9,5 % жителей в возрасте от 18 до 24 лет, 33,6 % — от 25 до 44 лет, 22,4 % — в возрасте от 45 до 64 лет, старше 65 лет было всего 0,9 % населения статистически обособленной местности. Средний возраст жителей — 30 лет. На каждые 100 женщин приходилось 146,8 мужчин.
Средний доход на одно домашнее хозяйство составлял $60 625, средний доход семьи — $64 375. Средний доход мужчин $72 083, женщин — $27 917. Доход на душу населения в статистически обособленной местности составил $21 810.